# Proleptacis strangulicornis
Proleptacis strangulicornis är en stekelart som beskrevs av Maneval 1936. Proleptacis strangulicornis ingår i släktet Proleptacis och familjen gallmyggesteklar. Inga underarter finns listade i Catalogue of Life.